# Branko Farac
Branko Farac (Blato, Korčula, 28. ožujka, 1962.) hrvatski je profesor likovnih umjetnosti, slikar i redatelj eksperimentalnih filmova.

## Životopis
Branko Farac se rodio na Korčuli 1962. 1985. se je u Zagrebu upisao na Akademiju likovnih umjetnosti, smjer grafika te paralelno na Filozofskom fakultetu smjer povijest umjetnosti. 1990. diplomirao je na ALU u razredu profesora Ivice Šiška.
Od 1984. intenzivnije se bavi (uglavnom apstraktnim) slikarstvom te izlaže na velikom broju grupnih i samostalnih izložbi. 1991. se vratio na Korčulu gdje je radio u lokalnom muzeju. Dvije godine kasnije se vratio u Zagreb. Od tada tamo živi i radi; profesor je likovne umjetnosti, oženjen je i ima jedno dijete.
2003. režirao je eksperimentalni kratkometražni animirani film „Metalhead“ koji je igrao na raznim festivalima i pobrao razne filmske nagrade. 2006. režirao je svoj drugi animirani film, „Transoptic“, koji je svečanu premijeru imao u kinu Broadway u Zagrebu.

### Nagrade
- 1987. Skupna nagrada za kiparstvo u klasi prof. prof. Mira Vuca, na izložbi  'Čovjek i sport'

### Autorske samostalne izložbe
- 1992. Muzej Blato
- 1995. Galerija Miroslav Kraljević, Zagreb
- 1996. Galerija starogradske vijećnice Zagreb
- 1997. Oriflame klub, Zagreb
- 1998. Contenmpora, Likum galerija, Zagreb
- 1998. Cek, galerija Ljubljana
- 1999. Likovni salon, Blato

### Skupne izložbe
- 1984. Likovni salon, Blato
- 1987. Izložba studenata Akademije za likovnu umjetnost, galerija Vladimir Nazor, Zagreb
- 1991. Slike i skulpture Korčulanskih umjetnika, galerija Mici, Vela Luka
- 1993. Tri slikara – tri priče, Museum Blato
- 1994. Izložba Biblijsko-kršćanski motivi u hrvatskom slikarstvu i grafici, Crikvenica
- 1996. I trienale hrvatskog crteža, Zagreb
- 1997. Akt, galerija Urlich Zagreb
- 1998. II trienale hrvatskog crteža, Zagreb
- 1999. Salon stripa, Gradski muzej Vinkovci
- 1999. Parallel curtual gap, Blato, Likovni salon

### Filmovi
- 2003. – Metalhead
- 2006. – Transoptic

## Vanjske poveznice
- Film.hr[neaktivna poveznica]
- Biografija  Arhivirana inačica izvorne stranice od 9. srpnja 2006. (Wayback Machine)
- Biografija na slovenskom siteu  Arhivirana inačica izvorne stranice od 22. prosinca 2004. (Wayback Machine)
- Inventa un Film – članak o filmu „Metahead“  Arhivirana inačica izvorne stranice od 10. svibnja 2006. (Wayback Machine)
- Članak o filmu „Metahead“ na Filmski.net  Arhivirana inačica izvorne stranice od 14. veljače 2021. (Wayback Machine)